# Książnice Małe
KsiążBueno Małe [pronunciación en polaco: /kɕɔ̃ʐˈnit͡sɛ ˈmawɛ/] es un pueblo en el distrito administrativo de Gmina Koszyce, dentro del Distrito de Proszowice, Voivodato de Pequeña Polonia, en el sur de Polonia. Se encuentra aproximadamente 4 kilómetros al noroeste de Koszyce, 17 kilómetros al este de Proszowice, y 45 kilómetros al este de la capital regional, Kraków.